# Championnat d'Albanie de football 2021-2022
Navigation
Édition précédente Édition suivante
| \| Rrogozhinë Kukës Laç Partizani Skënderbeu Teuta KF Tirana Kastrioti Shkodër Dinamo Tirana \| Localisation des clubs engagés dans le championnat. |
| Rrogozhinë Kukës Laç Partizani Skënderbeu Teuta KF Tirana Kastrioti Shkodër Dinamo Tirana                                                           |

La saison 2021-2022 de Kategoria Superiore (ou Super Ligue Albanaise) est la 83e édition du championnat d'Albanie de football et la 22e saison sous son nom actuel. Les dix meilleurs clubs du pays sont regroupés au sein d'une poule unique où ils affrontent quatre fois leurs adversaires pour un total de 36 matchs.
En fin de saison, les deux derniers du classement sont relégués et remplacés par les deux meilleurs clubs de Kategoria e parë, la deuxième division albanaise. Le huitième dispute les barrages pour tenter de se maintenir.
Le KF Teuta Durrës est le tenant du titre.

## Participants
| Equipe                | Classement 2020-2021 | Stade                 | Capacité |
| --------------------- | -------------------- | --------------------- | -------- |
| KF Teuta Durrës       | 1er                  | Stade Niko Dovana     | 13 000   |
| KF Vllaznia Shkodër   | 2e                   | Stade Loro-Boriçi     | 29 212   |
| FK Partizani Tirana   | 3e                   | Stade Qemal-Stafa     | 16 700   |
| KF Laç                | 4e                   | Stadiumi Laçi         | 11 000   |
| KF Tirana             | 5e                   | Stade Selman-Stërmasi | 9 600    |
| FK Kukës              | 6e                   | Zeqir Ymeri Stadium   | 5 000    |
| KF Skënderbeu Korçë   | 7e                   | Stadiumi Skënderbeu   | 12 000   |
| KS Kastrioti Krujë    | 8e                   | Kamëz Stadium         | 5 500    |
| KF Egnatia Rrogozhinë | 1er (D2)             | Arena Egnatia         | 4 000    |
| FK Dinamo Tirana      | 2e (D2)              | Elbasan Arena         | 15 000   |

## Championnat

### Classement
Le classement est établi sur le barème de points classique (victoire à 3 points, match nul à 1, défaite à 0). Pour départager les égalités, on tient d'abord compte des confrontations directes, puis de la différence de buts générale, puis du nombre de buts marqués, puis  et enfin si la qualification ou la relégation est en jeu, les deux équipes jouent une rencontre d'appui sur terrain neutre.
| Rang | Équipe                  | Pts | J  | G  | N  | P  | Bp | Bc | Diff |
| ---- | ----------------------- | --- | -- | -- | -- | -- | -- | -- | ---- |
| 1    | KF Tirana               | 73  | 36 | 22 | 7  | 7  | 64 | 27 | +37  |
| 2    | KF Laç                  | 63  | 36 | 18 | 9  | 9  | 52 | 33 | +19  |
| 3    | FK Partizani Tirana     | 58  | 36 | 15 | 13 | 8  | 52 | 30 | +22  |
| 4    | FK Kukës                | 55  | 36 | 15 | 10 | 11 | 50 | 44 | +6   |
| 5    | KF Vllaznia Shkodër C   | 55  | 36 | 13 | 16 | 7  | 47 | 38 | +9   |
| 6    | KF Teuta Durrës T S     | 50  | 36 | 13 | 11 | 12 | 39 | 44 | -5   |
| 7    | KS Kastrioti Krujë      | 43  | 36 | 13 | 4  | 19 | 30 | 54 | -24  |
| 8    | KF Egnatia Rrogozhinë P | 35  | 36 | 8  | 11 | 17 | 30 | 49 | -19  |
| 9    | FK Dinamo Tirana P      | 29  | 36 | 6  | 11 | 19 | 21 | 46 | -25  |
| 10   | KF Skënderbeu Korçë     | 26  | 36 | 4  | 14 | 18 | 23 | 43 | -20  |

|  | Qualification pour le premier tour de qualification de la Ligue des champions 2022-2023                                         |
|  | Qualification pour le deuxième tour de qualification de la Ligue Europa Conférence 2022-2023                                    |
|  | Qualification pour le premier tour de qualification de la Ligue Europa Conférence 2022-2023                                     |
|  | Barrage de relégation en deuxième division                                                                                      |
|  | Relégation directe en deuxième division                                                                                         |
|  | T : Tenant du titre C : Vainqueur de la Coupe d'Albanie 2021-2022 S : Vainqueur de la Supercoupe d'Albanie 2021 P : Promu de D2 |

1. ↑  Le KF Skënderbeu Korçë est interdit de compétition européenne à la suite d'une affaire de matchs truqués[1],[2]

### Résultats
| Résultats (▼dom., ►ext.)                                   | DIN | EGN | KAS | KUK | LAC | PAR | SKE | TEU | TIR | VLL |
| FK Dinamo Tirana                                           |     | 1-1 | 1-0 | 0-1 | 1-1 | 1-1 | 0-0 | 0-1 | 0-1 | 0-0 |
| KF Egnatia Rrogozhinë                                      | 1-1 |     | 2-1 | 1-3 | 0-2 | 0-3 | 1-1 | 0-1 | 0-2 | 1-1 |
| KS Kastrioti Krujë                                         | 0-2 | 1-0 |     | 1-6 | 0-1 | 0-2 | 2-0 | 2-0 | 1-1 | 0-1 |
| FK Kukës                                                   | 0-1 | 2-0 | 3-1 |     | 1-2 | 2-1 | 1-0 | 2-3 | 2-1 | 2-0 |
| KF Laç                                                     | 5-0 | 0-1 | 2-0 | 2-2 |     | 1-0 | 2-0 | 2-0 | 1-0 | 3-5 |
| FK Partizani Tirana                                        | 1-0 | 1-1 | 0-0 | 1-1 | 1-1 |     | 2-1 | 2-1 | 1-2 | 1-1 |
| KF Skënderbeu Korçë                                        | 0-1 | 2-0 | 2-1 | 2-1 | 0-0 | 1-1 |     | 0-1 | 0-0 | 0-0 |
| KF Teuta Durrës                                            | 0-0 | 1-2 | 1-1 | 0-0 | 2-4 | 1-0 | 2-2 |     | 2-3 | 1-1 |
| KF Tirana                                                  | 4-0 | 1-1 | 3-0 | 4-0 | 2-0 | 1-0 | 4-2 | 2-1 |     | 0-0 |
| KF Vllaznia Shkodër                                        | 6-3 | 1-1 | 3-1 | 1-1 | 1-0 | 1-0 | 2-0 | 1-1 | 0-2 |     |
| - Victoire à domicile - Match nul - Victoire à l'extérieur |     |     |     |     |     |     |     |     |     |     |

| Résultats (▼dom., ►ext.)                                   | DIN | EGN | KAS | KUK | LAC | PAR | SKE | TEU | TIR | VLL |
| FK Dinamo Tirana                                           |     | 0-2 | 0-1 | 0-2 | 0-1 | 0-0 | 1-1 | 0-1 | 2-1 | 0-0 |
| KF Egnatia Rrogozhinë                                      | 1-1 |     | 2-1 | 0-2 | 0-2 | 0-1 | 2-0 | 0-1 | 0-3 | 3-0 |
| KS Kastrioti Krujë                                         | 2-0 | 2-1 |     | 1-0 | 1-1 | 1-0 | 1-0 | 0-1 | 2-1 | 1-3 |
| FK Kukës                                                   | 2-1 | 1-1 | 4-0 |     | 0-0 | 1-2 | 1-0 | 1-1 | 0-0 | 0-0 |
| KF Laç                                                     | 2-1 | 0-0 | 4-1 | 3-0 |     | 3-4 | 0-0 | 0-1 | 1-0 | 1-0 |
| FK Partizani Tirana                                        | 3-1 | 2-2 | 4-0 | 5-0 | 2-1 |     | 0-0 | 3-1 | 1-2 | 1-1 |
| KF Skënderbeu Korçë                                        | 0-1 | 0-1 | 2-0 | 1-1 | 0-1 | 0-1 |     | 0-0 | 0-4 | 2-2 |
| KF Teuta Durrës                                            | 1-0 | 3-1 | 0-1 | 4-1 | 2-1 | 0-4 | 0-0 |     | 0-2 | 1-1 |
| KF Tirana                                                  | 1-0 | 2-0 | 0-1 | 2-3 | 4-1 | 0-0 | 3-2 | 1-1 |     | 3-1 |
| KF Vllaznia Shkodër                                        | 2-1 | 3-1 | 1-2 | 2-1 | 0-0 | 0-0 | 1-0 | 4-2 | 1-2 |     |
| - Victoire à domicile - Match nul - Victoire à l'extérieur |     |     |     |     |     |     |     |     |     |     |

### Barrage de promotion-relégation
À la fin de la saison, le 8e de première division affronte le vainqueur des barrages de deuxième division pour tenter de se maintenir.
| Équipe 1                   | Résultat | Équipe 2            |
| -------------------------- | -------- | ------------------- |
| KF Egnatia Rrogozhinë (D1) | 2 - 0    | (D2) Korabi Peshkop |

Légende des couleurs
- Le club se maintient en première division.
- Promotion en première division.
- Le club reste en deuxième division.
- Relégation en deuxième division.

## Bilan de la saison
| Championnat d'Albanie de football 2021-2022                        |                       |
| Champion                                                           | KF Tirana (26e titre) |
| Qualifications continentales                                       |                       |
| Ligue des champions 2022-2023                                      | KF Tirana             |
| Ligue Europa Conférence 2022-2023                                  | KF Vllaznia Shkodër   |
| Ligue Europa Conférence 2022-2023                                  | KF Laç                |
| Ligue Europa Conférence 2022-2023                                  | FK Partizani Tirana   |
| Promotions et relégations                                          |                       |
| Promus en Championnat d'Albanie de football                        | KS Bylis Ballsh       |
| Promus en Championnat d'Albanie de football                        | KF Erzeni Shijak      |
| Relégués en Championnat d'Albanie de football de deuxième division | FK Dinamo Tirana      |
| Relégués en Championnat d'Albanie de football de deuxième division | KF Skënderbeu Korçë   |